# Jakob Wittgenstein

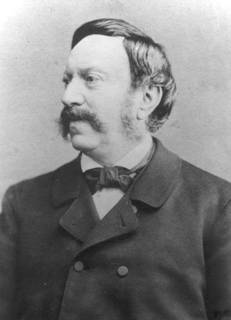
Jakob Wittgenstein ca. 1850

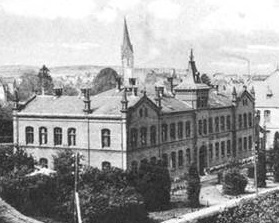
Wittgenstein-Stiftung in Korbach, ca. 1910

Jakob Wittgenstein (* 1. April 1819 in Korbach; † 3. Juni 1890 in Berlin) war ein deutscher Kaufmann, Mäzen und Politiker.

## Leben
Wittgenstein, der jüdischen Glaubens war, war der Sohn des Simson Wittgenstein (1788–1853) aus der Familie Wittgenstein und dessen Ehefrau Rebecca geborene Rosenberg (1783–1854). Er heiratete in Berlin Clara Lippert. 1871 wurde die Ehe vor dem Stadtgericht Berlin geschieden. Aus der Ehe ging eine Tochter hervor, die als Kind verstarb. Wittgenstein besuchte von 1826 bis 1834 das Fürstlich-Waldeckische Landesgymnasium. Danach lebte er als Kaufmann in Korbach. 1851 erwarb er zudem das Korbacher Bürgerrecht. 1858 zog er nach Berlin, wo er erfolgreich Immobiliengeschäfte betrieb.
Während der Märzrevolution trat er für die Demokratische Partei hervor. Von 1849 bis 1851 war er Abgeordneter im Landtag des Fürstentums Waldeck-Pyrmont. Er wurde im VIII. Wahlkreis gewählt. Er war Gründungsmitglied und Schriftführer des Korbacher Bürgervereins.
1890 starb er durch Selbstmord. Sein Vermögen in Höhe von 572.000 Goldmark verwendete er zur Gründung der interkonfessionellen „Jacob Wittgenstein’schen Altersversorgungsanstalt“.
Die Jakob-Wittgenstein-Straße in Korbach ist nach ihm benannt.